# Moulin de L'Armentera
Le moulin de L'Armentera est un édifice situé dans la commune de L'Armentera, en Catalogne (Espagne). Il est classé dans l'Inventaire du patrimoine architectural de Catalogne.

## Description
Le moulin est un édifice isolé et situé à l'extérieur du village, près d'une rivière utile pour son alimentation. C'est une grande bâtisse à deux étages et avec un toit très pentu et à quatre versants. Le rez-de-chaussée était le moulin lui-même, avec dix ouvertures en arc dans la façade, de tailles diverses, par où s'engouffrait l'eau alimentant le moulin. Cet étage a depuis été transformé en salle à manger. Un pont en pierre sur la rivière est situé cinquante mètres en amont du moulin.

## Histoire
Jadis le moulin le plus important du Comté d'Empúries, du fait de son accessibilité par les embarcations sur la rivière, il est ruiné durant la guerre de succession d'Espagne. Le comte d'Empúries entame sa restauration à partir de 1733, ainsi qu'en témoigne la marque laissée sur le bâtiment par l'architecte barcelonais Agustí Juli. Il est ensuite vendu en 1753 à une société privée qui poursuit les travaux, sans doute achevés en 1776, date inscrite sur la façade. Dans le courant du premier tiers du XIXe siècle, la rivière n'est plus navigable et le moulin n'est alors plus utilisé.